# Линкольн (округ, Монтана)
Линкольн (англ. Lincoln County) — один из 56 округов штата Монтана (США).

## Описание
Линкольн расположен в северо-западной части штата, с севера граничит с Канадой, с запада — с Айдахо, с остальных сторон — с другими округами Монтаны. Название округу дано в честь Президента США Авраама Линкольна. Административный центр и крупнейший населённый пункт округа — город Либби. Открытые водные пространства занимают 160 км², что составляет около 1,7 % от общей площади округа в 9518 км². Через Линкольн протекает река Кутеней — в месте, где она покидает Монтану и далее течёт по территории Айдахо находится самая низкая точка Монтаны — 550 метров над уровнем моря.

### Крупные населённые пункты
Города (city)
- Либби
- Трой[англ.]

Города (town)
- Рексфорд[англ.]
- Юрика[англ.]

Статистически обособленная местность
- Фортайн[англ.]

## История
Округ Линкольн был образован путём отделения части округа Флатхед в 1909 году.

## Демография
Население
- 1910 год — 3638 жителей
- 1920 — 7797
- 1930 — 7089
- 1940 — 7882
- 1950 — 8693
- 1960 — 12 537
- 1970 — 18 063
- 1980 — 17 752
- 1990 — 17 481
- 2000 — 18 837
- 2004 — 19 101[1]
- 2010 — 19 687
- 2011 — 19 668[2]

Расовый состав
- белые — 96,1 %
- коренные американцы — 1,2 %
- азиаты — 0,3 %
- афроамериканцы — 0,1 %
- прочие расы — 0,4 %
- смешанные расы — 1,9 %

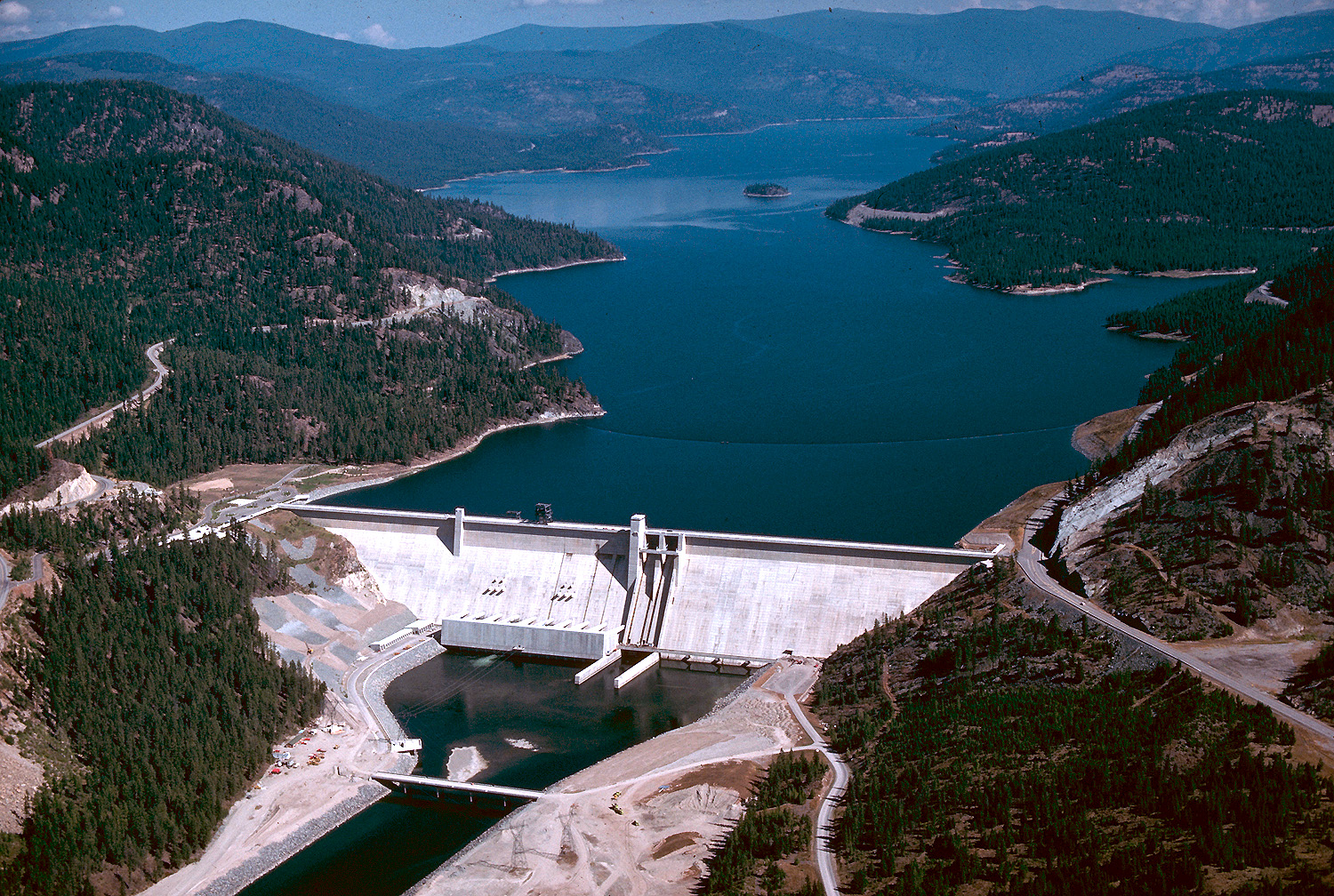
Плотина Либби

- латиноамериканцы (любой расы) — 1,4 %

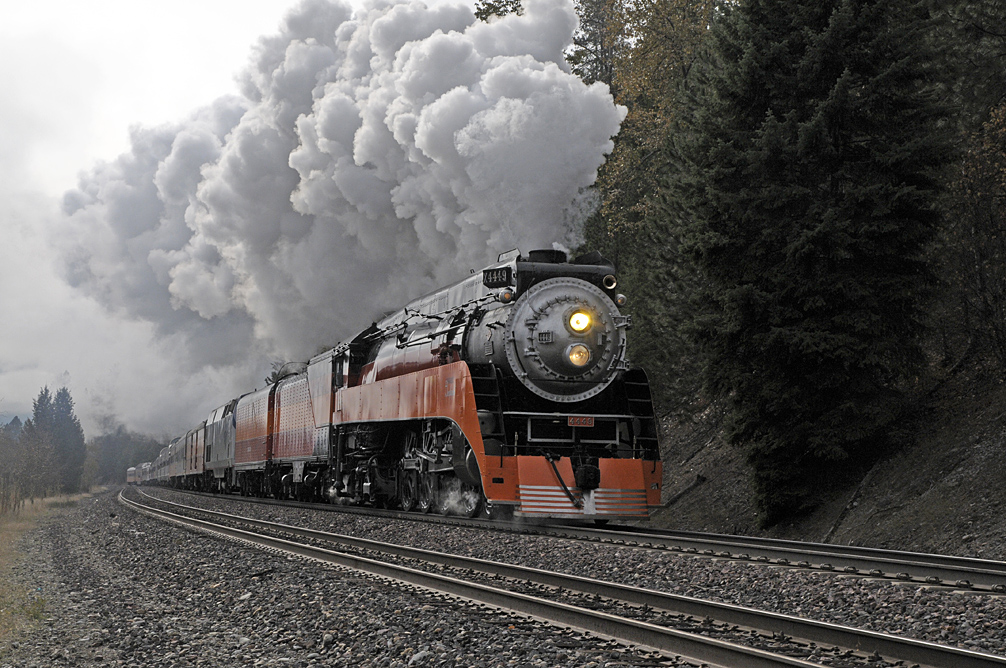
К северу от Трои

Происхождение предков
- немцы — 23,6 %
- англичане — 12,0 %
- коренные американцы — 10,2 %
- норвежцы — 9,8 %
- ирландцы — 9,4 %
- французы — 4,1 %
- шотландцы — 2,9 %[2]

Домашние языки общения
- английский — 96,5 %
- немецкий — 1,7 %
- испанский — 1,3 %

## Достопримечательности
- Плотина Либби[англ.]
- Озеро Кукануса[англ.] (частично на территории округа)
- Тихоокеанская Северо-западная тропа (частично)
- Национальные леса:
  - Флатхед (частично)
  - Каниксу[англ.] (частично)
  - Кутеней (частично)